# Pull and Bear
Pull and Bear (stylisé Pull&Bear) est une chaîne de magasins appartenant au groupe Inditex.

## Histoire
La chaîne naît en 1991, et fait partie des premières « sœurs » de Zara qui jusqu'alors était la seule marque du groupe. C'est à cette époque que le groupe commence la diversification de ses activités.
Rapidement, un an après l'ouverture de son premier magasin en Espagne, la chaîne ouvre sa première boutique à l'étranger, au Portugal.
Depuis la chaîne n'a pas cessé de s'agrandir, comptant aujourd'hui plus de 900 magasins dans une cinquantaine de pays.
En 1998, la chaîne élargit sa gamme de vêtements avec XDYE, une marque amenant un caractère plus urbain et moderne, c'est à ce moment que la chaîne, jusqu'alors dirigée vers les jeunes hommes, élargit son offre en ajoutant des collections féminines.
Pull and Bear crée son site web en 1998, et y met en ligne un catalogue jusqu'alors imprimé sur papier en 2008 pour réduire la consommation de papier. C'est en 2011 que la marque crée sa première boutique en ligne qui s'élargit ensuite pour arriver à 33 marchés en 2016.
En 2018, Pull and Bear compte plus de 970 boutiques réparties dans 76 marchés. La marque réalise un chiffre d'affaires de 1,7 milliard d’euros.
En 2025, Pull&Bear a signé une lettre d'intention de marque appelant l'industrie australienne de la laine à mettre fin à la pratique du mulesing.